# 웅남동
웅남동(熊南洞)은 대한민국 경상남도 창원시 성산구의 행정동 및 법정동이다. 창원시 최남단의 해안지역과 자연마을 및 아파트촌으로 구성되어 있으며, 마산회원구, 진해구의 경계지역이기도 하다. 대부분 개발제한구역이지만, 창원국가산업단지의 중심지역이다. 따라서 공단근로자와 농어업 종사자가 주류를 이룬다.

## 역사
- 1973년 7월 1일 이전 창원군 웅남면에서 마산시 웅남동
- 1976년 9월 1일 창원지구 출장소 웅남2지소
- 1980년 4월 1일 창원시 양곡동
- 1985년 8월 1일 창원시 신촌동(행정동 명칭 변경)
- 1995년 5월 1일 창원시 웅남동 통합
- 1997년 7월 16일 창원시 웅남동(대동제 실시로 인하여 신촌동과 삼귀동 통합)[2]

## 법정동
- 귀곡동(貴谷洞)
- 귀산동(貴山洞)
- 귀현동(貴峴洞)
- 남지동(南支洞)
- 상복동(上福洞)
- 성산동(城山洞)
- 신촌동(新村洞)
- 양곡동(梁谷洞)
- 완암동(完岩洞)
- 웅남동(熊南洞)
- 월림동(月林洞)
- 적현동(赤峴洞)
- 창곡동(昌谷洞)

## 교육
- 남양초등학교
- 웅남중학교
- 경남관광고등학교
- 창원중앙여자고등학교
- 창원기계공업고등학교
- 창원문성대학

## 볼거리
- 마창대교
- 삼귀해안도로
- 양곡로 벚꽃길